# Drašći Vrh
Drašći Vrh je naseljeno mjesto u Republici Hrvatskoj u Zagrebačkoj županiji. 

## Zemljopis
Administrativno je u sastavu općine Žumberak. Naselje se proteže na površini od 3,16 km².

## Stanovništvo
Prema popisu stanovništva iz 2001. godine u naselju Drašći Vrh živi 25 stanovnika i to u 10 kućanstava. Gustoća naseljenosti iznosi 7,91 st./km².
| broj stanovnika | 89    | 118   | 132   | 156   | 159   | 167   | 140   | 151   | 130   | 117   | 119   | 101   | 72    | 48    | 25    | 22    | 17    |
|                 | 1857. | 1869. | 1880. | 1890. | 1900. | 1910. | 1921. | 1931. | 1948. | 1953. | 1961. | 1971. | 1981. | 1991. | 2001. | 2011. | 2021. |